# 松平斉恒
松平 斉恒（まつだいら なりつね）は、江戸時代後期の大名。出雲松江藩の第8代藩主。官位は従四位下・侍従、出羽守。雲州松平家8代。

## 生涯
寛政3年（1791年）9月6日、第7代藩主・松平治郷の長男として誕生。文化元年（1804年）12月23日に元服し、11代将軍・徳川家斉から偏諱を授かって斉恒を名乗る。従四位下に叙位、侍従に任官、また出雲守を兼任する。
文化3年（1806年）3月11日、父・治郷から家督を譲られた。同日、出雲守から出羽守に遷任する。父の道楽などにより、松江藩の財政は再び悪化していた。また自身も茶や俳諧、書を能くした。塙保己一に延喜式の校訂を命じた。後年、雲州本と呼ばれる校定本であるが、斉恒や保己一の存命中には完成せず、跡を継いだ子の斉貴の代である文政11年（1828年）に完成した。文政5年（1822年）3月21日、32歳で死去した。

## 系譜
- 父：松平治郷（1751-1818）
- 母：武井氏
- 正室：芳 - 峯、細川斉茲の娘、のち離縁
- 継室：英 - 酒井忠道の娘
- 室：八百
  - 長男：松平斉斎（1815-1863）
- 生母不明の子女
  - 次男：松平信進（1813-1863） - 松平信賢の養子